# Наташа Сара Джорджос
Наташа Сара Джорджос (англ. Natasha Sara Georgeos; нар. 6 серпня 1987) — плавчиня із Сент-Люсії, яка спеціалізувалася у плаванні з батерфляєм. Джорджос пройшла кваліфікацію для жінок на 100 м батерфляєм на літніх Олімпійських іграх 2004 в Афінах.